# Chiesa di San Niccolò (Bagnone)
Divenuto insufficiente l'antico Oratorio, nel XVIII secolo si impose l'esigenza di costruire una nuova parrocchiale, che fu iniziata nel 1703 e consacrata nel 1731. 
La chiesa, di nuove imponenti dimensioni, ad unica navata, con un'ampia cupola centrale, un coro di vaste dimensioni, decorata con marmi policromi e con colonne neoclassiche, fu adornata di paramenti e dotata di un organo a canne costruito da artigiani ferraresi. 
Tra gli altari laterali, quello di sinistra custodisce entro una teca argentea la reliquia della Santa Croce, particolarmente venerata. Nell'altare centrale di destra è posta la quattrocentesca Madonna del Pianto. Pregevole è una statua della Madonna Addolorata ricavata da un blocco di castagno.